# Dolha
Dolha (ukránul: Довге [Dovhe], oroszul: Долгое [Dolgoje], szlovákul: Dlhé) város Ukrajnában, Kárpátalján, a Huszti járásban.

## Nevének eredete
Régi magyar neve Hosszúmező és mai neve is nyilvánvalóan a szláv dlhá (= hosszú) melléknévből származik.

## Fekvése
Nagyszőlőstől 43 km-re északkeletre, a Dolha-patak és Borzsa folyó összefolyásánál fekszik.

## Története
1454-ben Nagh Dolha néven említik. A hagyomány szerint a falu egykor nem itt, hanem a Szvinka-patak völgyében feküdt, de egy földrengés elpusztította. 14. századi eredetű falu, a Dolhay család egykori birtoka. 1454-ben királyi rendeletre helyezték át Bereg vármegyéből Máramarosba.
A Dolhai család 15. századi várkastélyát Mátyás hűtlenség miatt 1471-ben leromboltatta. Itt lepte meg 1703. június 7-én Károlyi Sándor nyolc század katonával és egy század vasas némettel a gyanútlanul táborozó kurucokat. 1902-ben ma is álló kuruc emlékoszlopot állítottak a csatahelyre, a város főterére.
1751-ben a bádogkészítő üzem, 1760-ban a papírgyár, 1780-ban a szövöde, 1830-ban a vasgyár termelése indult meg, de mára csak az 1900-ban alapított fűrészüzem maradt meg. A falu egykor vashámorairól volt híres.
A trianoni békeszerződésig Máramaros vármegye Dolhai járásának székhelye volt.

## Népessége
1910-ben 3524 lakosából 2226 ruszin, 509 német, 383 magyar és 332 szlovák anyanyelvű volt.
Ma 6000 lakosából 200 (3%) a magyar.

## Látnivalók
- Református temploma 15. századi, gótikus eredetű, 1938-ban átépítették, ma már nem működik.
- Mai Teleki-kastélya a 17. században épült, 1712-ben bővítették, majd erődfallal és bástyákkal erősítették meg. Mai formáját 1798-ban nyerte el, ma elhanyagolva áll, egykori épületeinek egy részében tüdőkórház működik.

## Képek

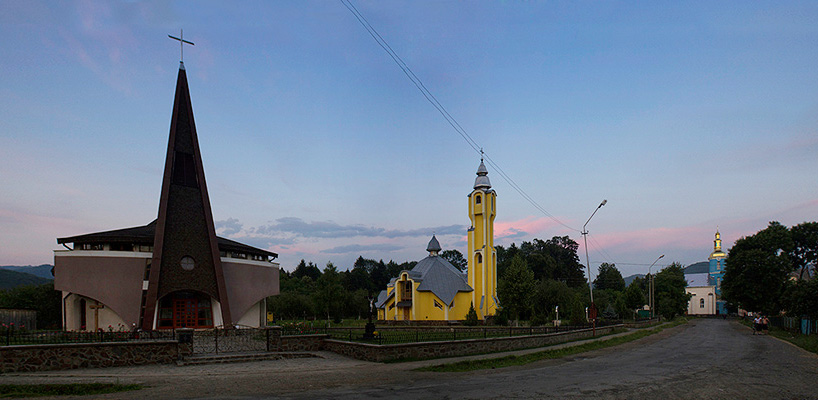
Templomok
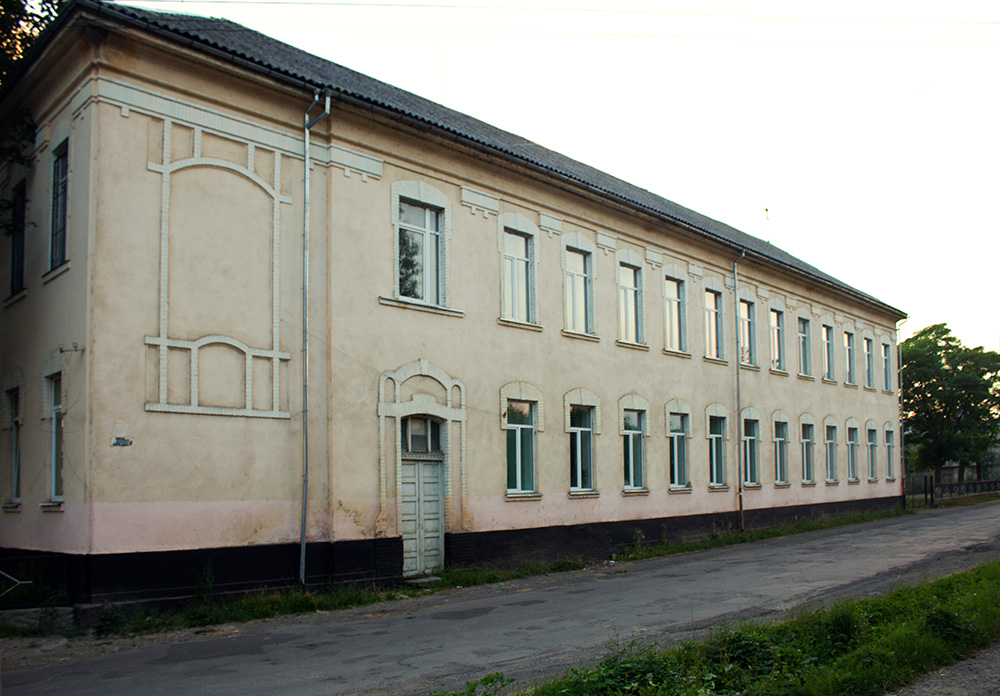
Iskola
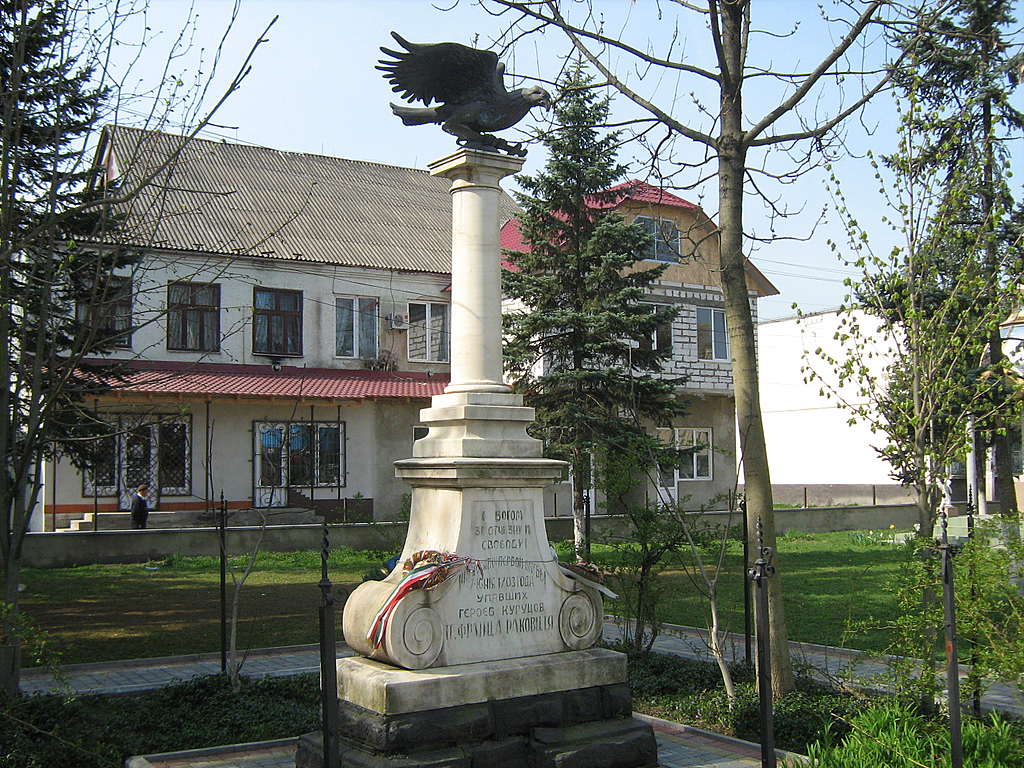
Kuruc emlékoszlop
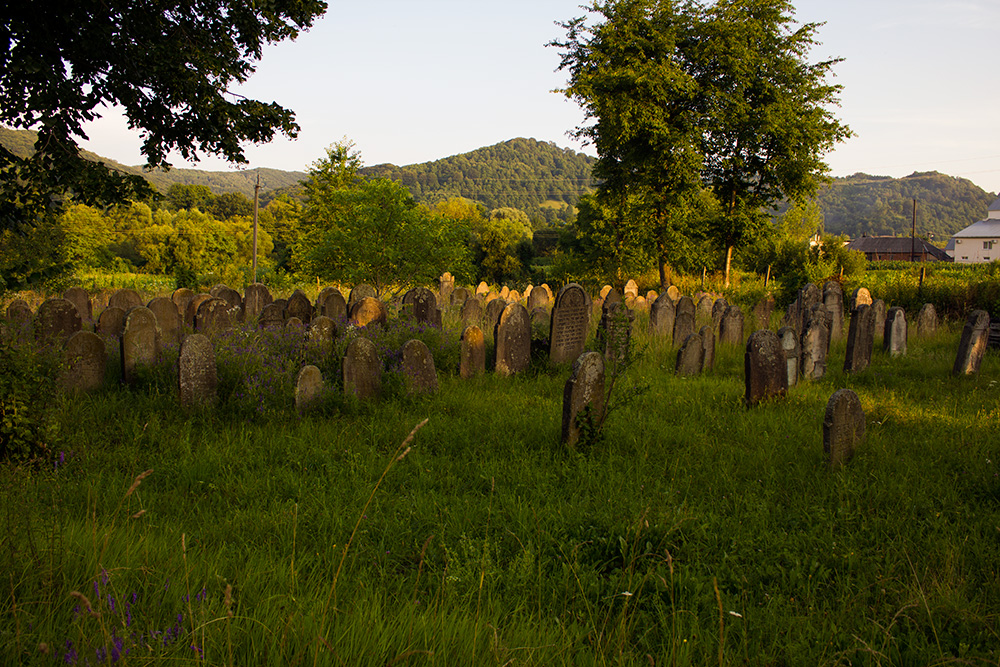
Zsidó temető
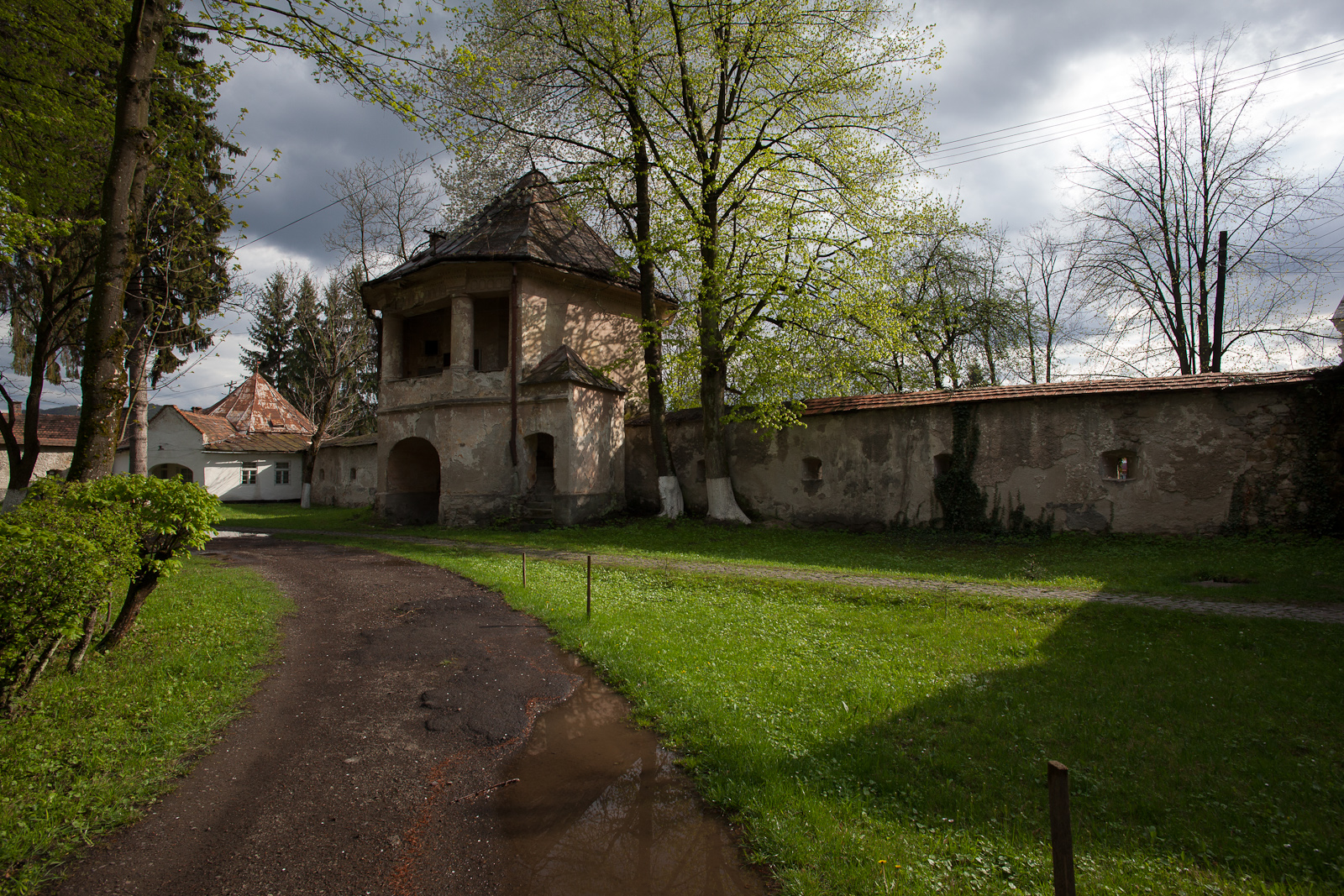
Teleki-kastély
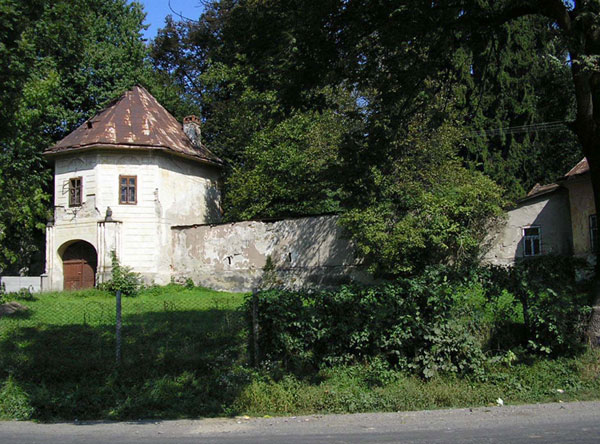
Az egykori Teleki-kastély egyik bástyája a főút felől